# 須之彥
须之彦（？—？），字君美，号日华，南直隶蘇州府嘉定县人，明朝政治人物。

## 生平
萬曆二十二年（1594年）甲午科应天乡试举人，二十六年（1598年）戊戌科進士，二十八年授浙江淳安知县，二十九年调浦江县，三十一年调繁，以卓异纪录，丁憂歸。三十四年补桐乡，三十七年改京武学教授，四十年升国子监博士，升工部都水司主事，四十一年差荆州抽分，四十三年调礼部主事，历升礼部儀制司郎中，四十七年九月充武举同考试官。后神宗显皇帝崩，太子得立，以先帝遗命，欲尊郑贵妃为皇后，孙侍郎出袖中令旨示之彦，之彦始終持不可，孙公不能夺。光宗授光禄寺寺丞，本年十一月养病。
天啓三年（1623年）九月升尚宝司少卿，六年以党附东林，被削籍爲民。之彦才干过人，乃终于符玺郎（尚寶司少卿），不竟其用，可惜也。所著有《荆关榷政》、《仪曹疏草》、《凝香阁诗稿》。